# Heiteren
 Heiteren  là một xã ở tỉnh Haut-Rhin trong vùng Grand Est ở đông bắc Pháp. Xã này có diện tích 22,4 km², dân số năm 1999 là 890 người. Khu vực này có độ cao 200 mét trên mực nước biển.